# Santa Maria della Mercede e Sant'Adriano a Villa Albani (titre cardinalice)
La diaconie cardinalice de Santa Maria della Mercede e Sant'Adriano a Villa Albani est érigée par le pape Paul VI le 7 juin 1967. Elle est rattachée à l'église Santa Maria della Mercede e Sant'Adriano qui se trouve dans le rione de Salario à Rome.

## Titulaires
| - John Joseph Krol, titre pro illa vice (1967-1996) - Vacant (1996-2006) - Albert Vanhoye (2006-2016), titre pro illa vice (2016-2021) - Fernando Vérgez Alzaga (depuis 2022) |